# 亚罗波尔克·伊贾斯拉维奇 (布日斯克)
亚罗波尔克·伊贾斯拉维奇（俄语：Ярополк Изяславич，？—1168年），古罗斯王公。他是布日斯克和卢茨克的王公。
亚罗波尔克·伊贾斯拉维奇是基辅大公伊贾斯拉夫二世·姆斯季斯拉维奇之子，被其父封到布日斯克（从沃伦公国分裂出来的一个小公国）。他跟随父亲参加了许多次战争，尤其是与苏兹达尔王公尤里·多尔戈鲁基争夺大公公位的战争，是父亲手下的一员战将。
亚罗波尔克·伊贾斯拉维奇于1149年参加特鲁别日河战役，支持其父反对尤里·多尔戈鲁基。1161年，他在切尔尼戈夫王公伊贾斯拉夫·达维多维奇与斯摩棱斯克王公罗斯季斯拉夫·姆斯季斯拉维奇争夺基辅大公公位的斗争中支持后者。不久，他与其他王公一起参与罗斯季斯拉夫反对波洛韦茨人、保护罗斯商路的计划。
1166年，亚罗波尔克·伊贾斯拉维奇与诺夫哥罗德王公斯维亚托斯拉夫·奥利戈维奇的女儿玛丽亚结婚。
1167年亚罗波尔克·伊贾斯拉维奇与其他南俄王公一起参加其兄姆斯季斯拉夫二世·伊贾斯拉维奇大公对波洛韦茨人的军事讨伐。不久他突然病倒并于1168年去世，遗体葬在基辅圣费奥多尔大教堂。

## 资料来源
- 往年记事（古罗斯编年史）